# Jean-Baptiste Fabre
Pour les articles homonymes, voir Fabre.
Œuvres principales
Istòria de Joan-l’an-pres, Lo sermon de Mossur Sistre, L'opéra d'Aubais, Le Siège de Caderousse, Lo tresòr de la Substaciacion, L'Odissea travestida
Jean-Baptiste Castor Fabre (1727 - 1783) est un ecclésiastique et écrivain de langue d'oc et auteur du conte burlesque et philosophique Istòria de Joan-l’an-pres.

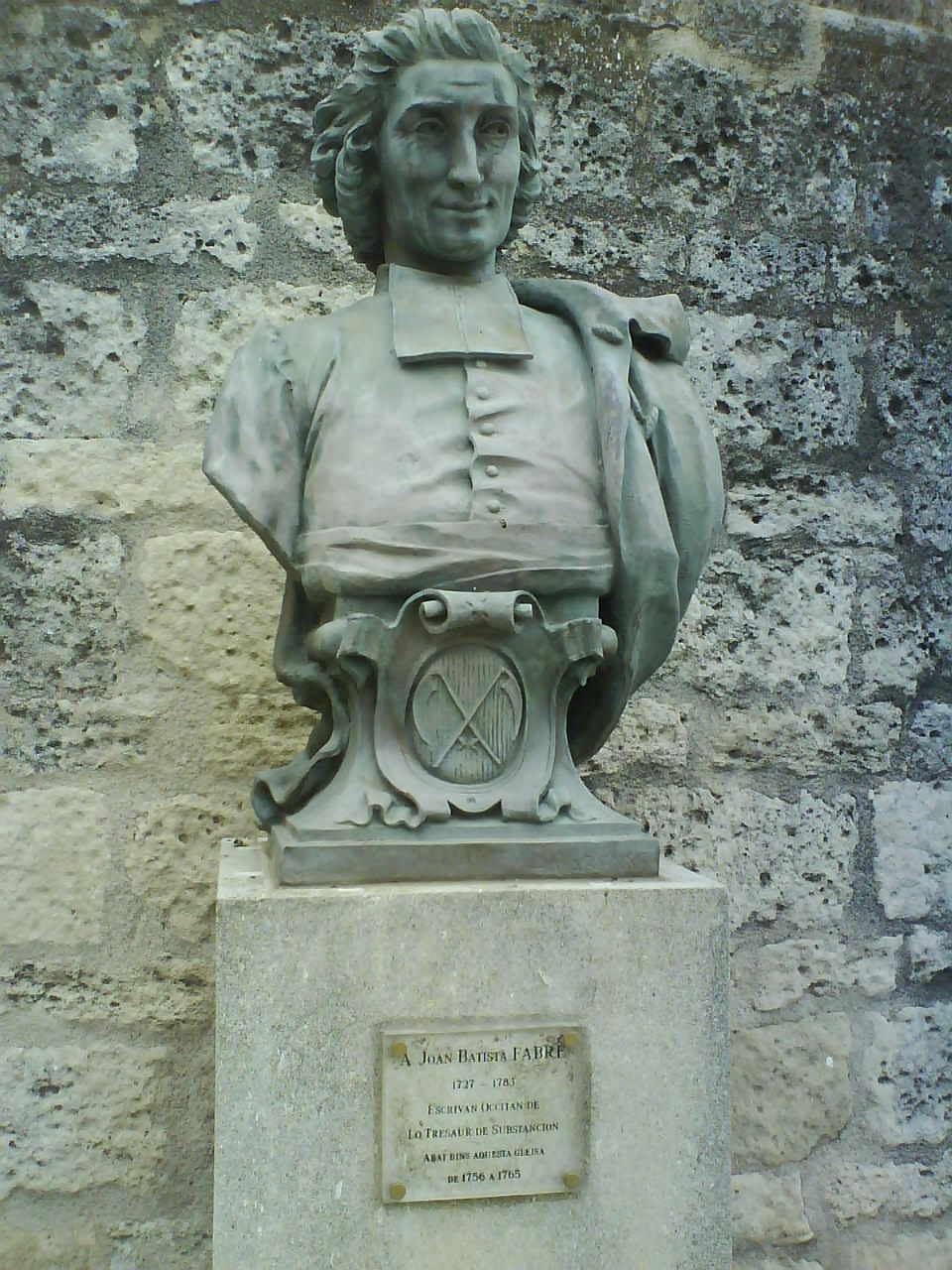
Jean-Baptiste Fabre, buste église de Castelnau-le-Lez

## Sa vie
Il naît à Sommières (Languedoc, actuel département du Gard) le 28 mars 1727. Son père est régent (instituteur) pour la municipalité, sa mère s'occupe de l'école des filles. N'étant pas l'ainé, il est tonsuré à 12 ans avant de suivre des études chez les Jésuites de Montpellier de 1745 à 1751. Il va ensuite au séminaire de Nîmes où il est ordonné prêtre en 1752. Il est vicaire d'Aubais, dans la Vaunage à partir de 1753. C'est là qu'il conçoit L'Opéra d'Aubais et son chef-d'œuvre : l'Histoîra dé Jean l'an prés (Istòria de Joan-l’an-pres, « Histoire de Jean-l'ont-pris »). En 1755, Fabre devient curé de Vic-la-Gardiole, près de Montpellier, puis en 1756 de Castelnau-le-Lez juste à côté de cette ville. C'est là qu'il rédige le Jan l'an prés et Le trésor de substancion. Profitant de la proximité de Montpellier, il passe une thèse de philosophie qui lui permet de devenir professeur de rhétorique au collège royal de cette ville à partir de 1762. Mais l'ambiance est mauvaise et il obtient en 1765 la cure de Crès. C'est là qu'il écrit la deuxième version de Jan l'an prés, ainsi que Le sermon de Monsieur Sistre. En 1769, nouvelle cure à Saint-Michel de Montels puis Cournonterral à partir de 1773. Il y écrit Le siège de Caderousse. Fait curé prieur de Celleneuve en 1780, il y meurt le 6 mars 1783. Il est inhumé le 8 mars dans la vieille église Sainte-Croix de Celleneuve.

## Son œuvre
Son œuvre en français, en grande partie inédite, est consacrée à la poésie classique, aux contes et à la polémique. Il se révèle comme un très grand écrivain dans son œuvre en occitan, beaucoup plus libre et inventive. D'abord conçus pour amuser les nobles, notables et ecclésiastiques qu'il fréquente, ses ouvrages connurent un grand succès populaire au XIXe siècle. Il traduit aussi à sa façon en occitan les grands poètes classiques comme Homère, Virgile, Horace, Martial ou Ovide.

## Citations
« M'avièt crompat un libre de quatre sòus per anar a l'escòla. Lo mèstre me balhèt una talòcha lo premièr jorn, e ieu te changere mon libre per un bòn talhon d'aubergina, e l'i tornere pas pus. Cependant, coma ma grand volièt que l'i anèsse, passave per obeissènça vers aquel ròdon, l'i fasièi una, dòs e jusqu'à tres cambirolats davant la pòrta, e m'anave regalar dins la campanha, onte aprenguere tot ce que de gents coma nautres an beson de saupre. »
(Elle m'avait acheté un livre de quatre sous pour aller à l'école. Le maître me donna une gifle le premier jour : j'échangeai aussitôt mon livre contre une belle tranche d'aubergine, et je n'y remis plus jamais les pieds. Néanmoins, comme ma grand-mère voulait que j'y aille, je passais par obéissance tout à côté, je faisais une, deux ou même trois pirouettes devant la porte, puis je partais me régaler dans la campagne, où j'ai appris tout ce que des gens comme nous ont besoin de savoir.)